# Timor (Australia)
Timor è una città fantasma australiana, situata nello Stato di Victoria, nella Contea di Central Goldfields. Il paese dista 179 km da Melbourne.
Timor è stata fondata nel 1863, durante la Corsa all'oro di Victoria, vi lavorarono anche minatori cinesi. 
La città era conosciuto come "Cox Town" dal cognome di un macellaio che fece costruire un ponte sul torrente Bet Bet. Dal 1856 la cittadina è censita come Timor.
Timor prosperò fino al crollo dell'industria mineraria durante la prima guerra mondiale. Il negozio di generi, aperto nel 1852, è uno dei più antichi i dello Stato, attivo fino al 1997, per 145 anni. Il paese è dotato di una scuola fondata nel 1863.